# Alex Baumann
Alexander ("Alex") Sasha Baumann (ur. 21 kwietnia 1964 w Pradze) – kanadyjski pływak. Dwukrotny złoty medalista olimpijski z Los Angeles.
Urodził się w Czechosłowacji. Jego rodzina wyjechała z tego kraju w 1969 po wydarzeniach Praskiej wiosny i osiadła w Ontario. Specjalizował się w stylu zmiennym. W Los Angeles zdobył dwa złote medale w wyścigach indywidualnych. Za swe osiągnięcia został uhonorowany tytułem Oficera Orderu Kanady i Medalem Diamentowego Jubileuszu Królowej Elżbiety II. Wielokrotnie stawał na podium mistrzostw świata i Commonwealth Games, bił rekordy świata.